# Guerra Polaco-Lituana-Teutônica
A Guerra Polaco-Lituana-Teutônica, também conhecida como Grande Guerra Teutônica, ocorreu entre 1409 e 1411 entre os Cavaleiros Teutônicos e o Reino da Polônia e o Grão-Ducado da Lituânia, aliados. Inspirada pela revolta local dos Samogícios, a guerra começou com uma invasão teutônica da Polônia em agosto de 1409. Como nenhum dos lados estava pronto para uma guerra em grande escala, Venceslau IV da Boêmia intermediou uma trégua de nove meses.
Após o término da trégua em junho de 1410, os monges religiosos e militares foram derrotados decisivamente na Batalha de Grunwald, uma das maiores batalhas da Europa medieval. A maior parte da liderança teutônica foi morta ou feita prisioneira. Embora tenham sido derrotados, os Cavaleiros Teutônicos resistiram ao cerco à sua capital em Marienburg (Malbork) e sofreram apenas perdas territoriais mínimas na Paz de Thorn (1411). As disputas territoriais duraram até a Paz de Melno de 1422.
Entretanto, os Cavaleiros nunca recuperaram seu antigo poder, e o fardo financeiro das reparações de guerra causou conflitos internos e declínio econômico em suas terras. A guerra alterou o equilíbrio de poder na Europa Central e marcou a ascensão da união polaco-lituana como a potência dominante na região. 

## Contexto histórico

Polônia e Lituânia (1386–1434)

Em 1230, os Cavaleiros Teutônicos, uma ordem militar cruzada, mudaram-se para Kulmerland (hoje parte da voivodia da Cujávia-Pomerânia) e, a pedido de Konrad I, rei dos eslavos da Mazóvia, lançaram a Cruzada Prussiana contra os clãs pagãos prussianos. Com o apoio do Papa e do Sacro Imperador Romano, os teutões conquistaram e converteram os prussianos na década de 1280 e voltaram sua atenção para o pagão Grão-Ducado da Lituânia. Por cerca de cem anos, os Cavaleiros lutaram na Cruzada Lituana, atacando as terras lituanas, particularmente a Samogícia, pois isso separou os Cavaleiros na Prússia de seu ramo na Livônia. Os lituanos renunciaram pela primeira vez à Samogícia durante a Guerra Civil Lituana (1381–84) no Tratado de Dubysa. O território foi usado como moeda de troca para garantir apoio teutônico para um dos lados na disputa interna pelo poder. 
Em 1385, o Grão-Duque Ladislau II Jagelão propôs se casar com a rainha reinante Edviges da Polônia na União de Kreva. Ladislau se converteu ao cristianismo e foi coroado Rei da Polônia, criando assim uma união pessoal entre o Reino da Polônia e o Grão-Ducado da Lituânia. A conversão oficial da Lituânia ao cristianismo removeu a base religiosa para as atividades da Ordem na área.  No entanto, os Cavaleiros responderam contestando publicamente a sinceridade da conversão de Jogaila, levando a acusação a um tribunal papal.  As disputas territoriais continuaram sobre Samogícia, que estava em mãos teutônicas desde a Paz de Raciąż de 1404. A Polônia também tinha reivindicações territoriais contra os Cavaleiros na Terra de Dobrzyń e Danzig (Gdańsk), mas os dois estados estavam em grande parte em paz desde o Tratado de Kalisz (1343).  O conflito também foi motivado por considerações comerciais: os Cavaleiros controlavam os cursos inferiores dos três maiores rios (Neman, Vístula e Daugava) na Polônia e na Lituânia. 

## História

### Curso da guerra

#### Revolta, guerra e trégua
Em maio de 1409, começou uma revolta na Samogícia, controlada pelos teutônicos. A Lituânia apoiou a revolta e os Cavaleiros ameaçaram invadir. A Polônia anunciou seu apoio à causa lituana e ameaçou invadir a Prússia em troca. Quando as tropas prussianas evacuaram a Samogícia, o Grão-Mestre Teutônico Ulrich von Jungingen declarou guerra ao Reino da Polônia e ao Grão-Ducado da Lituânia em 6 de agosto de 1409.  Os Cavaleiros esperavam derrotar a Polónia e a Lituânia separadamente e começaram por invadir a Grande Polônia e a Cujávia, apanhando os polacos de surpresa.  Os cavaleiros queimaram o castelo de Dobrin (Dobrzyń nad Wisłą), capturaram Bobrowniki após um cerco de quatorze dias, conquistaram Bydgoszcz (Bromberg) e saquearam várias cidades.  Os polacos organizaram contra-ataques e recapturaram Bydgoszcz.  Os samogitianos atacaram Memel (Klaipėda).  Entretanto, nenhum dos lados estava pronto para uma guerra em grande escala.
Venceslau IV da Boêmia, concordou em mediar a disputa. Uma trégua foi assinada em 8 de outubro de 1409; sua expiração estava prevista para 24 de junho de 1410.  Ambos os lados usaram esse tempo para se preparar para a batalha, reunindo tropas e realizando manobras diplomáticas. Ambos os lados enviaram cartas e emissários acusando um ao outro de vários delitos e ameaças à cristandade. Venceslau, que recebeu um presente de 60.000 florins dos Cavaleiros, declarou que a Samogícia pertencia legitimamente aos Cavaleiros e que apenas a Terra de Dobrzyń deveria ser devolvida à Polônia.  Os Cavaleiros também pagaram 300.000 ducados a Sigismundo da Hungria, que tinha ambições para o principado da Moldávia, pela sua assistência militar.  Sigismundo tentou quebrar a aliança polaco-lituana oferecendo a Vytautas uma coroa de rei; a aceitação de tal coroa por Vytautas violaria os termos do Acordo de Ostrów e criaria discórdia polaco-lituana.  Ao mesmo tempo, Vytautas conseguiu obter uma trégua da Ordem da Livônia. 

#### Estratégia e marcha para a Prússia

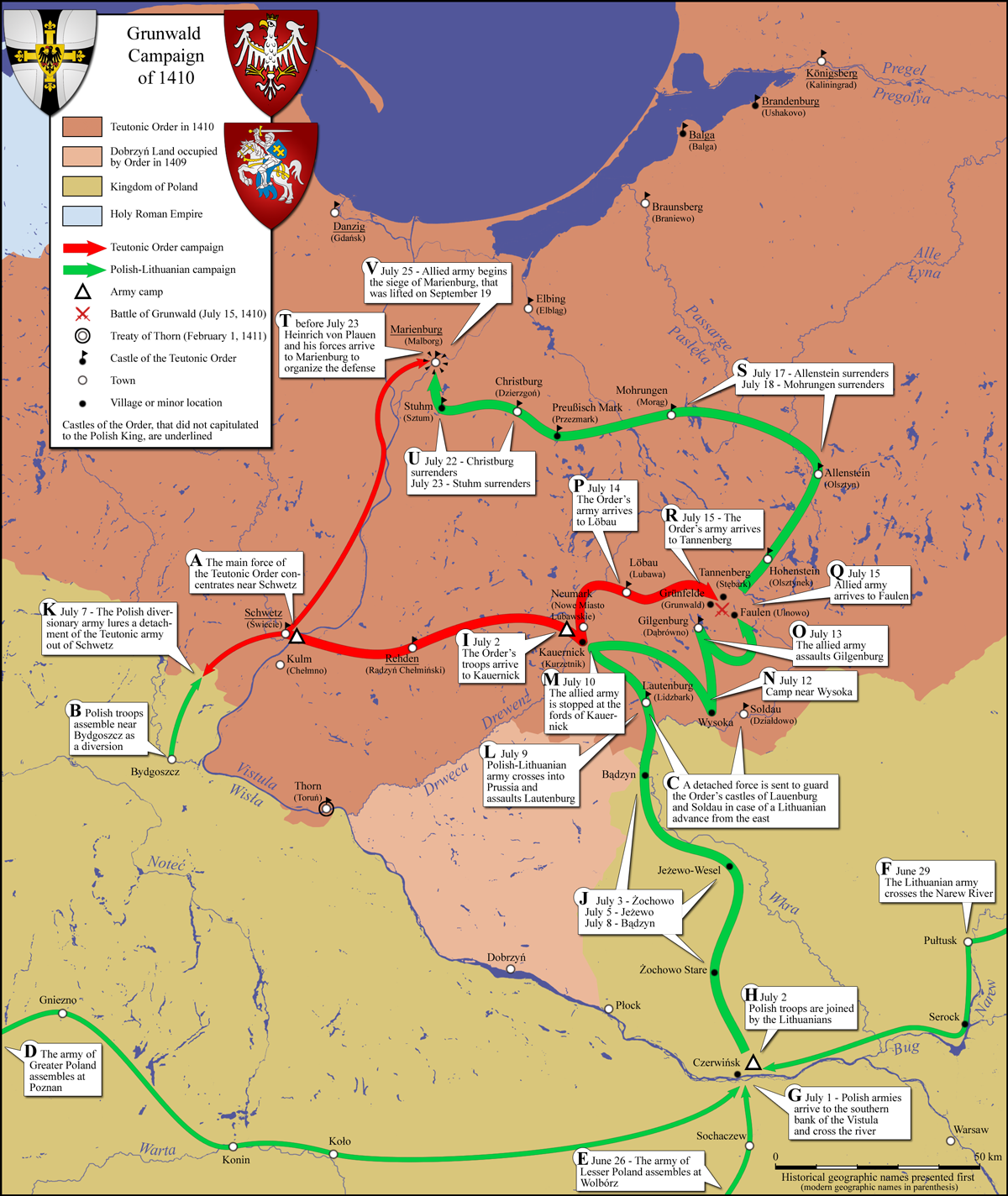
Movimentos do exército durante a campanha de Grunwald

Em dezembro de 1409, Jogaila e Vytautas concordaram com uma estratégia comum: seus exércitos se uniriam em uma única força massiva e marchariam juntos em direção a Marienburg (Malbork), capital dos Cavaleiros Teutônicos.  Os Cavaleiros, que assumiram uma posição defensiva, não esperavam um ataque conjunto e estavam se preparando para uma invasão dupla – pelos poloneses ao longo do rio Vístula em direção a Danzig (Gdańsk) e pelos lituanos ao longo do rio Neman em direção a Ragnit (Neman).  Para combater esta ameaça percebida, Ulrich von Jungingen concentrou as suas forças em Schwetz (Świecie), uma localização central de onde as tropas podiam responder a uma invasão de qualquer direção com bastante rapidez.  Para manter os planos em segredo e enganar os Cavaleiros, Jogaila e Vytautas organizaram vários ataques aos territórios fronteiriços, forçando assim os Cavaleiros a manterem as suas tropas no local. 
A primeira fase da campanha de Grunwald foi reunir todas as tropas polaco-lituanas em Czerwinsk, um ponto de encontro designado a cerca de 80km da fronteira com a Prússia, onde o exército conjunto cruzou o Vístula sobre uma ponte flutuante.  Esta manobra, que exigiu precisão e intensa coordenação entre forças multiétnicas, foi realizada em cerca de uma semana, de 24 a 30 de junho de 1410.  Após a travessia, as tropas da Mazóvia sob o comando de Siemovite IV, e Janusz I juntaram-se ao exército polaco-lituano.  A força maciça começou sua marcha para o norte em direção a Marienburg (Malbork), capital da Prússia, em 3 de julho. A fronteira prussiana foi atravessada em 9 de julho.  Assim que Ulrich von Jungingen compreendeu as intenções polaco-lituanas, ele deixou 3.000 homens em Schwetz (Świecie) sob o comando de Heinrich von Plauen  e marchou com as forças principais para organizar uma linha de defesa no rio Drewenz (Drwęca) perto de Kauernik (Kurzętnik).  Em 11 de julho, Jogaila decidiu não cruzar o rio em uma posição tão forte e defensável. O exército, em vez disso, contornaria a travessia do rio, virando para leste, em direção às suas nascentes, onde nenhum outro rio importante separava seu exército de Marienburg.  O exército teutônico seguiu o rio Drewenz para o norte, cruzou-o perto de Löbau (Lubawa) e então se moveu para o leste em paralelo com o exército polonês-lituano. Este último devastou a aldeia de Gilgenburg (Dąbrówno).  Von Jungingen ficou tão furioso com as atrocidades que jurou derrotar os invasores em batalha. 

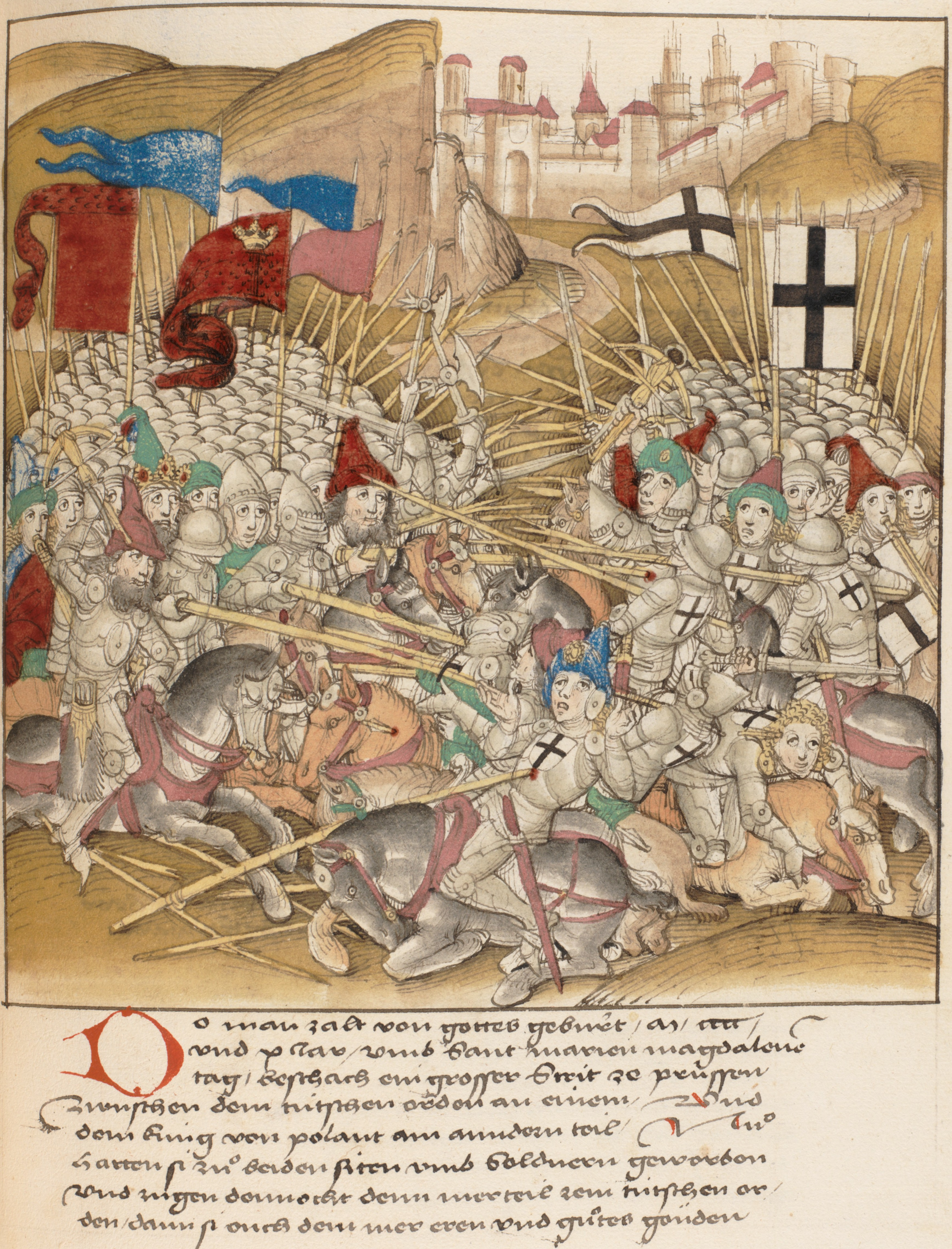
A batalha conforme retratada no Berner Chronicle de Diebold Schilling

#### Batalha de Grunwald
A Batalha de Grunwald ocorreu em 15 de julho de 1410 entre as aldeias de Grunwald, Tannenberg (Stębark) e Ludwigsdorf (Łodwigowo).  As estimativas modernas do número de tropas envolvidas variam de 16.500 a 39.000 homens polaco-lituanos e de 11.000 a 27.000 homens teutónicos.  O exército polaco-lituano era um amálgama de nacionalidades e religiões: as tropas católicas romanas polaco-lituanas lutaram lado a lado com os pagãos samogícios, os ortodoxos orientais rutenos e os tártaros muçulmanos. Vinte e dois povos diferentes, principalmente germânicos, juntaram-se ao lado teutônico. 
Os Cavaleiros esperavam provocar os polacos ou lituanos a atacar primeiro e enviaram duas espadas, conhecidas como Espadas de Grunwald, para "ajudar Jogaila e Vytautas na batalha".  Os lituanos atacaram primeiro, mas depois de mais de uma hora de combates intensos, a cavalaria ligeira lituana iniciou uma retirada total.  A razão da retirada – se foi uma retirada da força derrotada ou uma manobra preconcebida – continua a ser um tópico de debate académico.  Pesados combates começaram entre as forças polonesas e teutônicas e chegaram até o acampamento real de Jogaila. Um cavaleiro atacou diretamente o rei Jogaila, que foi salvo pelo secretário real Zbigniew Oleśnicki.  Os lituanos retornaram à batalha. Quando o Grão-Mestre von Jungingen tentou romper as linhas lituanas, ele foi morto.  Cercados e sem liderança, os Cavaleiros Teutônicos começaram a recuar em direção ao seu acampamento na esperança de organizar um forte defensivo. No entanto, a defesa foi logo quebrada e o acampamento foi devastado e, de acordo com o relato de uma testemunha ocular, mais cavaleiros morreram lá do que no campo de batalha. 
A derrota dos Cavaleiros Teutônicos foi retumbante. Cerca de 8.000 soldados teutões foram mortos  e outros 14.000 foram feitos prisioneiros.  A maioria dos irmãos da Ordem foi morta, incluindo a maior parte da liderança teutônica. O oficial teutônico de mais alta patente a escapar da batalha foi Werner von Tettinger, Komtur de Elbing (Elbląg).  A maioria dos plebeus e mercenários cativos foram libertados logo após a batalha, com a condição de se apresentarem em Cracóvia em 11 de novembro de 1410.  Os nobres eram mantidos em cativeiro e altos resgates eram exigidos por cada um.

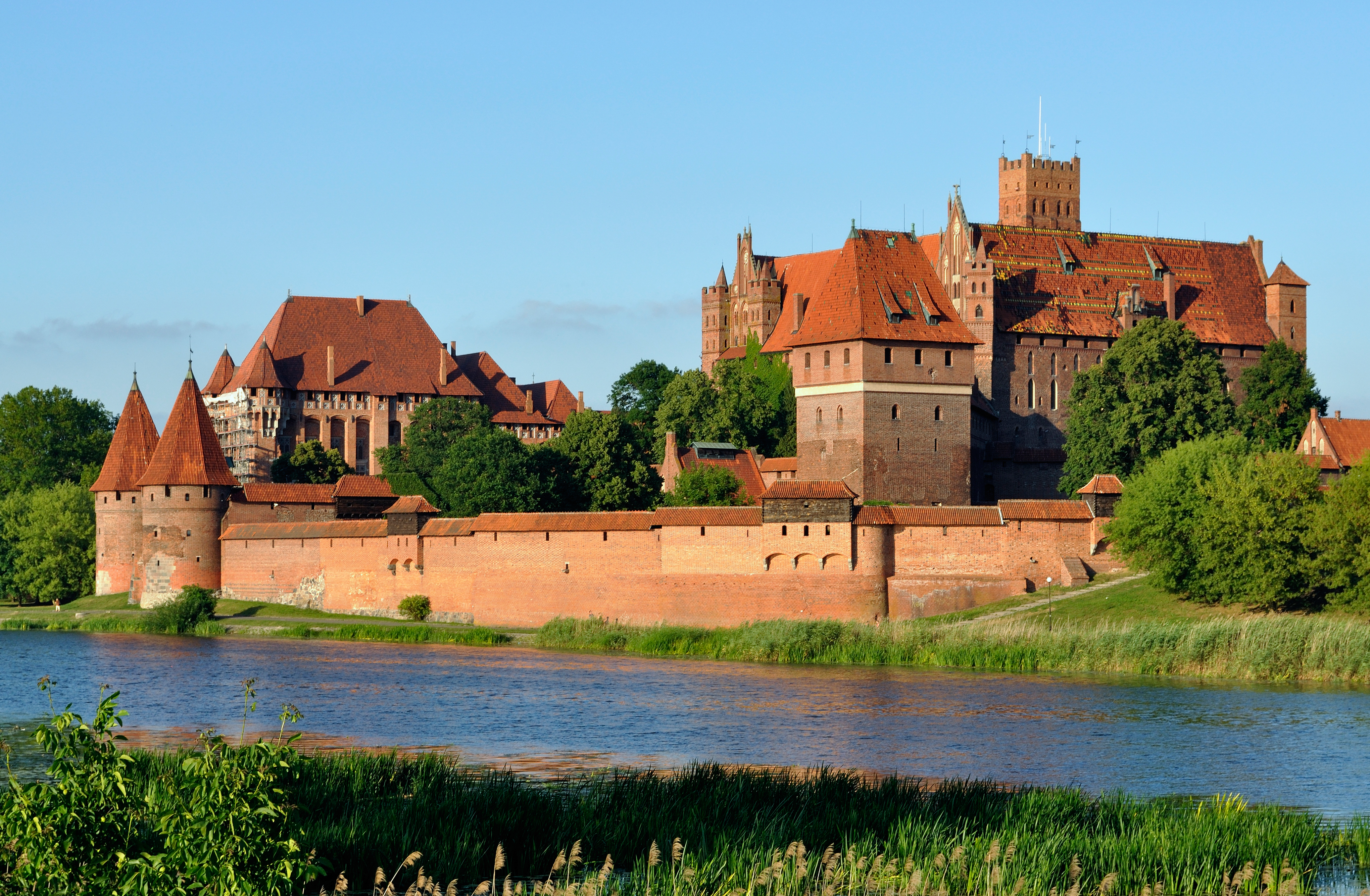
Castelo de Marienburg, capital dos Cavaleiros Teutônicos

#### Cerco de Marienburg
Após a batalha, as forças polonesas e lituanas atrasaram seu ataque à capital teutônica em Marienburg (Malbork), permanecendo no campo de batalha por três dias e depois marchando uma média de apenas 15km por dia.  As forças principais não chegaram à fortemente fortificada Marienburg até 26 de julho. Esse atraso deu a Heinrich von Plauen tempo suficiente para organizar uma defesa. O historiador polonês Paweł Jasienica especulou que isso provavelmente foi um movimento intencional de Jagiełło, que junto com Vytautas preferiu manter a Ordem humilhada, mas não dizimada, em jogo para não perturbar o equilíbrio de poder entre a Polônia (que provavelmente adquiriria a maioria das possessões da Ordem se fosse totalmente derrotada) e a Lituânia; mas a falta de fontes primárias impede uma explicação definitiva. 
Jogaila, entretanto, também enviou suas tropas para outras fortalezas teutônicas, que muitas vezes se rendiam sem resistência,  incluindo as principais cidades de Danzig (Gdańsk), Thorn (Toruń) e Elbing (Elbląg).  Apenas oito castelos permaneceram nas mãos dos teutônicos.  Os sitiantes polacos e lituanos de Marienburg não estavam preparados para um combate a longo prazo, sofrendo de falta de munições, baixo moral e uma epidemia de disenteria.  Os Cavaleiros apelaram aos seus aliados por ajuda e Sigismundo da Hungria, Venceslau IV da Boêmia, e a Ordem da Livônia prometeram ajuda financeira e reforços.  O cerco de Marienburg foi levantado em 19 de setembro. As forças polaco-lituanas deixaram guarnições em fortalezas que foram capturadas ou rendidas e voltaram para casa. Entretanto, os Cavaleiros rapidamente recapturaram a maioria dos castelos. No final de Outubro, apenas quatro castelos teutónicos ao longo da fronteira permaneciam em mãos polacas.  Jogaila reuniu um novo exército e infligiu outra derrota aos Cavaleiros na Batalha de Koronowo em 10 de outubro de 1410. Após outros breves compromissos, ambos os lados concordaram em negociar.

## Consequências

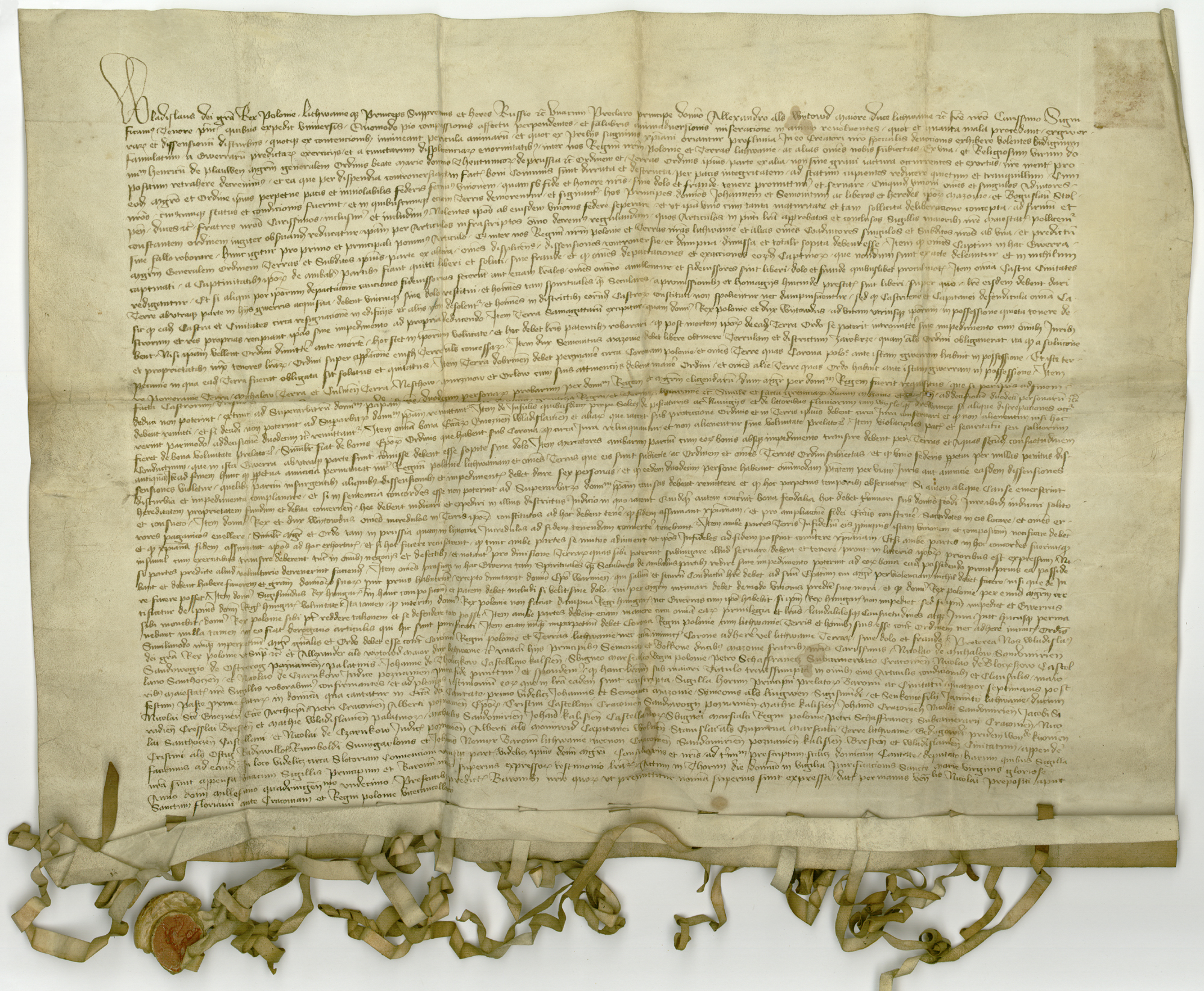
Paz de Thorn

A Paz de Thorn foi assinada em 1º de fevereiro de 1411. Nos seus termos, os Cavaleiros cederam a Terra de Dobrin (Terra de Dobrzyń) à Polónia e concordaram em renunciar às suas reivindicações à Samogícia durante a vida de Jogaila e Vytautas,  embora outras duas guerras (a Guerra da Fome de 1414 e a Guerra de Gollub de 1422) fossem travadas antes que o Tratado de Melno resolvesse permanentemente as disputas territoriais.  Os poloneses e lituanos não conseguiram traduzir a vitória militar em ganhos territoriais ou diplomáticos. Entretanto, a Paz de Thorn impôs um pesado fardo financeiro aos Cavaleiros, do qual eles nunca se recuperaram. Eles tiveram que pagar uma indenização em prata, estimada em dez vezes a renda anual do Rei da Inglaterra, em quatro parcelas anuais.  Para pagar os pagamentos, os Cavaleiros tomaram grandes empréstimos, confiscaram ouro e prata das igrejas e aumentaram os impostos. Duas grandes cidades prussianas, Danzig (Gdańsk) e Thorn (Toruń), se revoltaram contra os aumentos de impostos. A derrota em Grunwald deixou os Cavaleiros Teutônicos com poucas forças para defender seus territórios restantes. Como tanto a Polónia como a Lituânia eram agora países cristãos, os Cavaleiros tiveram dificuldades em recrutar novos cruzados voluntários.  Os Grão-Mestres então precisaram contar com tropas mercenárias, o que se mostrou um dreno caro para seu orçamento já esgotado. Os conflitos internos, o declínio econômico e o aumento de impostos levaram à agitação e à fundação da Confederação Prussiana, ou Aliança contra o Senhorio, em 1441. Isso, por sua vez, levou a uma série de conflitos que culminaram na Guerra dos Treze Anos (1454). 